# Ole Jeske
Ole Jeske (20 april 1999) is een Duits langebaanschaatser met een specialisatie voor de korte afstanden.

## Records

### Persoonlijke records
Persoonlijke records bijgewerkt tot en met 12 januari 2020.
| Afstand    | Tijd    | Datum           | Baan           |
| ---------- | ------- | --------------- | -------------- |
| 500 meter  | 35,94   | 9 maart 2018    | Salt Lake City |
| 1000 meter | 1.10,67 | 10 maart 2018   | Salt Lake City |
| 1500 meter | 1.51,02 | 9 maart 2018    | Salt Lake City |
| 3000 meter | 4.02,58 | 14 oktober 2017 | Inzell         |